# Цветанка Сенокозлиева
Цветанка (Ценка) Сенокозлиева (изписване до 1945 година: Цвѣтанка Сѣнокозлиева) е българска учителка и революционерка, деятелка на Вътрешната македоно-одринска революционна организация.

## Биография
Родена е в 1875 година в град Прилеп, който тогава е в Османската империя, днес в Северна Македония. Учи в София, където завършва девическа гимназия. Връща се в Прилеп и започва да работи като учителка. В 1898 година е управител на забавачниците при централното училище в града. В учебната 1901/1902 година е директорка на Прилепската българска девическа прогимназия.
Влиза във ВМОРО. Властите залавят нейна кореспонденция, арестуват я по време на учебната 1901/1902 година и я затварят в Прилепския затвор, където умира от влошено здраве в 1906 година.